# Copa América Centenario
De Copa América Centenario (ook wel bekend als de Pan-American Cup of Copa Panamericana) was een voetbaltoernooi dat in 2016 gehouden werd ter ere van het 100-jarig bestaan van de CONMEBOL. Het was de eerste Copa América die buiten Zuid-Amerika plaatsvond.

## Plan
In februari 2012 maakte de toen waarnemend voorzitter van de CONCACAF bekend dat het toernooi in 2016 zal gehouden worden ter gelegenheid van het 100-jarig bestaan van de CONMEBOL.
Luis Chiriboga, de voorzitter van de Ecuadoraanse voetbalbond, zei dat Mexico of de Verenigde Staten als mogelijke gastlanden een deel van de competitie mogen organiseren. Het toernooi werd officieel aangekondigd door de CONMEBOL op 24 oktober 2012. Op 26 oktober 2012 maakte de CONCACAF echter bekend dat de aankondiging te voorbarig was aangezien de onderhandelingen nog steeds bezig waren.
Op 4 juli 2012 reisde Jeffrey Webb, de voorzitter van de CONCACAF, naar São Paulo af voor een vergadering met het uitvoerend comité van de CONMEBOL. Op 1 mei 2014 werd officieel bekendgemaakt dat het toernooi zal worden gehouden van 3 juni 2016 t/m 26 juni 2016 in de Verenigde Staten.

## Stadions
| East Rutherford (New Jersey) | Orlando (Florida)                                                                                       | Seattle (Washington)                                                                                    | Pasadena (Californië)       |
| ---------------------------- | --- | --- | --------------------------- |
| MetLife Stadium              | Citrus Bowl                                                                                             | CenturyLink Field                                                                                       | Rose Bowl                   |
| Capaciteit: 82.566           | Capaciteit: 60.219                                                                                      | Capaciteit: 67.000                                                                                      | Capaciteit: 92.542          |
|                              | | |                             |
| Santa Clara (Californië)     | · Santa Clara Pasadena Houston Orlando Glendale Foxborough East Rutherford Philadelphia Chicago Seattle | · Santa Clara Pasadena Houston Orlando Glendale Foxborough East Rutherford Philadelphia Chicago Seattle | Philadelphia (Pennsylvania) |
| Levi's Stadium               | · Santa Clara Pasadena Houston Orlando Glendale Foxborough East Rutherford Philadelphia Chicago Seattle | · Santa Clara Pasadena Houston Orlando Glendale Foxborough East Rutherford Philadelphia Chicago Seattle | Lincoln Financial Field     |
| Capaciteit: 68.500           | · Santa Clara Pasadena Houston Orlando Glendale Foxborough East Rutherford Philadelphia Chicago Seattle | · Santa Clara Pasadena Houston Orlando Glendale Foxborough East Rutherford Philadelphia Chicago Seattle | Capaciteit: 69.176          |
|                              | · Santa Clara Pasadena Houston Orlando Glendale Foxborough East Rutherford Philadelphia Chicago Seattle | · Santa Clara Pasadena Houston Orlando Glendale Foxborough East Rutherford Philadelphia Chicago Seattle |                             |
| Houston (Texas)              | Glendale (Arizona)                                                                                      | Foxborough (Massachusetts)                                                                              | Chicago (Illinois)          |
| Reliant Stadium              | University of Phoenix Stadium                                                                           | Gillette Stadium                                                                                        | Soldier Field               |
| Capaciteit: 71.795           | Capaciteit: 63.400                                                                                      | Capaciteit: 68.756                                                                                      | Capaciteit: 63.500          |
|                              | | |                             |

## Play-offs
|                                                 |                    |                  |             |                                                                    |
| 8 januari 2016 «onderlinge duels» 17:36 (UTC−5) | Trinidad en Tobago | 0 – 1            | Haïti       | Estadio Rommel Fernández, Panama-Stad Scheidsrechter: David Gantar |
| 8 januari 2016 «onderlinge duels» 17:36 (UTC−5) |                    | Wedstrijdverslag | 83' Belfort | Estadio Rommel Fernández, Panama-Stad Scheidsrechter: David Gantar |

|                                                 |                                                 |                  |      |                                                                         |
| 8 januari 2016 «onderlinge duels» 20:36 (UTC−5) | Panama                                          | 4 – 0            | Cuba | Estadio Rommel Fernández, Panama-Stad Scheidsrechter: Fernando Guerrero |
| 8 januari 2016 «onderlinge duels» 20:36 (UTC−5) | Gómez 4' Tejada 18' (pen.) Cooper 52' Pérez 89' | Wedstrijdverslag |      | Estadio Rommel Fernández, Panama-Stad Scheidsrechter: Fernando Guerrero |

## Scheidsrechters
| Scheidsrechter                | Assistenten                             | Scheidsrechter                  | Assistenten                              |
| ----------------------------- | --------------------------------------- | ------------------------------- | ---------------------------------------- |
| Patricio Loustau (Argentinië) | Ezequiel Brailovsky Ariel Mariano Scime | Joel Aguilar (El Salvador)      | Juan Zumba William Torres                |
| Gery Vargas (Bolivia)         | Javier Bustillos Juan P. Montaño        | Roberto García Orozco (Mexico)  | José Luis Camargo Alberto Morín          |
| Héber Lopes (Brazilië)        | Kléber Gil Bruno Boschilia              | John Pitti (Panama)             | Daniel Williamson Gabriel Victoria       |
| Julio Bascuñán (Chili)        | Carlos Astroza Christian Schiemann      | Enrique Cáceres (Paraguay)      | Eduardo Cardozo Milciades Saldívar       |
| Wilmar Roldán (Colombia)      | Alexander Guzmán Wilmar Navarro         | Víctor Carrillo (Peru)          | Jorge Luis Yupanqui Namuche Coty Carrera |
| Ricardo Montero (Costa Rica)  | Octavio Jara Juan Mora                  | Mark Geiger (Verenigde Staten)  | Charles Morgante Joe Fletcher            |
| Yadel Martínez (Cuba)         | Hiran Dopico Cristian Ramírez           | Jair Marrufo (Verenigde Staten) | Peter Manikowski Corey Rockwell          |
| Roddy Zambrano (Ecuador)      | Luis Vera Byron Romero                  | Andrés Cunha (Uruguay)          | Nicolás Taran Richard Trinidad           |
| José Argote (Venezuela)       | Luis Murillo Luis Alfonso Sánchez Pérez |                                 |                                          |

| Vierde officials                      |
| ------------------------------------- |
| Wilton Pereira Sampaio (Brazilië)     |
| Wilson Lamouroux (Colombia)           |
| Armando Villarreal (Verenigde Staten) |
| Daniel Fedorczuk (Uruguay)            |

| Reserve assistenten                        |
| ------------------------------------------ |
| Gustavo Fabián Rossi Fagivoli (Argentinië) |
| John Alexander León Sánchez (Colombia)     |
| Darío Antonio Gaona Rodríguez (Paraguay)   |
| Corey Parker (Verenigde Staten)            |

## Deelnemende landen

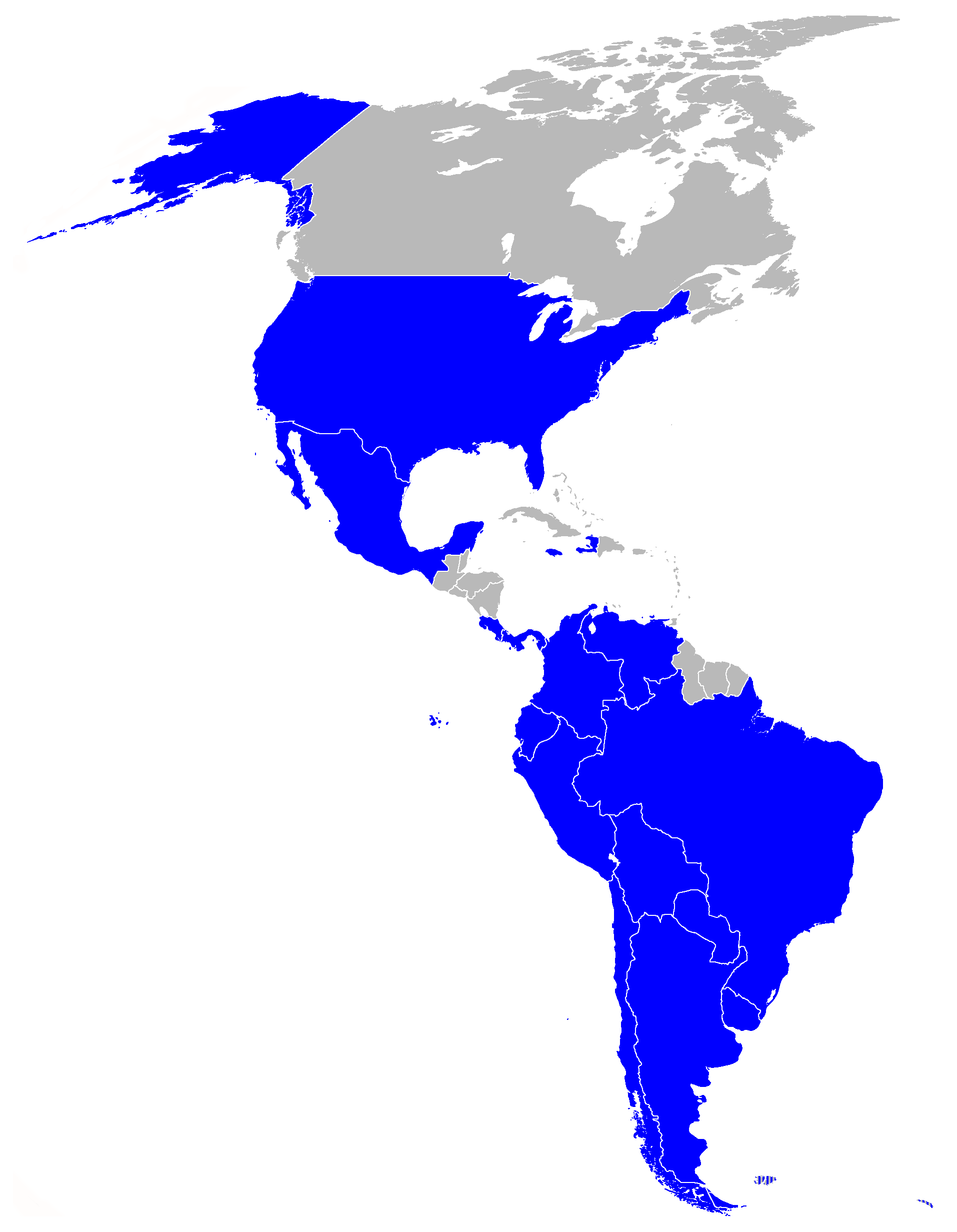
Deelnemende landen

Aan het toernooi namen alle tien landen van de CONMEBOL en zes landen van de CONCACAF deel. Naast Mexico en de Verenigde Staten, vertegenwoordigden vier landen de CONCACAF; de winnaars van de Copa Centroamericana 2014 en de Caribbean Cup 2014 en de twee winnaars van de playoffs tussen de vier beste landen van de CONCACAF Gold Cup 2015 die nog niet geplaatst waren. De loting voor de groepsfase vond plaats op zondag 21 februari 2016 in de Hammerstein Ballroom in New York.
| CONMEBOL | CONCACAF |
| --- | --- |
| 1. Argentinië 2. Bolivia 3. Brazilië 4. Chili 5. Colombia 6. Ecuador 7. Paraguay 8. Peru 9. Uruguay 10. Venezuela | 1. Verenigde Staten (gastland) 2. Mexico (automatisch gekwalificeerd) 3. Costa Rica (winnaar Copa Centroamericana 2014) 4. Jamaica (winnaar Caribbean Cup 2014) 5. Haïti (winnaar play-off) 6. Panama (winnaar play-off) |

## Groepsfase

### Groep A
| Land             | Wed | Win | Gel | Ver | DV | DT | +/− | Pnt |
| ---------------- | --- | --- | --- | --- | -- | -- | --- | --- |
| Verenigde Staten | 3   | 2   | 0   | 1   | 5  | 2  | +3  | 6   |
| Colombia         | 3   | 2   | 0   | 1   | 6  | 4  | +2  | 6   |
| Costa Rica       | 3   | 1   | 1   | 1   | 3  | 6  | –3  | 4   |
| Paraguay         | 3   | 0   | 1   | 2   | 1  | 3  | –2  | 1   |

|                                              |                  |                                |          |                                                                                        |
| 3 juni 2016 «onderlinge duels» 18:30 (UTC−7) | Verenigde Staten | 0 – 2                          | Colombia | Levi's Stadium, Santa Clara Toeschouwers: 67.439 Scheidsrechter: Roberto García Orozco |
| 3 juni 2016 «onderlinge duels» 18:30 (UTC−7) |                  | 8' Zapata 42' (pen.) Rodríguez |          | Levi's Stadium, Santa Clara Toeschouwers: 67.439 Scheidsrechter: Roberto García Orozco |

|                                              |              |       |          |                                                                            |
| 4 juni 2016 «onderlinge duels» 17:00 (UTC−4) | Costa Rica   | 0 – 0 | Paraguay | Citrus Bowl, Orlando Toeschouwers: 14.334 Scheidsrechter: Patricio Loustau |
| 4 juni 2016 «onderlinge duels» 17:00 (UTC−4) | Waston 90+4' |       |          | Citrus Bowl, Orlando Toeschouwers: 14.334 Scheidsrechter: Patricio Loustau |

|                                      |                                               |       |            |                                                                            |
| 7 juni 2016 «onderlinge duels» 20:00 | Verenigde Staten                              | 4 – 0 | Costa Rica | Soldier Field, Chicago Toeschouwers: 39.642 Scheidsrechter: Roddy Zambrano |
| 7 juni 2016 «onderlinge duels» 20:00 | Dempsey 9' (pen.) Jones 37' Wood 42' Zusi 87' |       |            | Soldier Field, Chicago Toeschouwers: 39.642 Scheidsrechter: Roddy Zambrano |

|                                      |                         |       |                           |                                                                      |
| 7 juni 2016 «onderlinge duels» 22:30 | Colombia                | 2 – 1 | Paraguay                  | Rose Bowl, Pasadena Toeschouwers: 42.766 Scheidsrechter: Héber Lopes |
| 7 juni 2016 «onderlinge duels» 22:30 | Bacca 12' Rodríguez 30' |       | 71' Ayala 79', 81' Romero | Rose Bowl, Pasadena Toeschouwers: 42.766 Scheidsrechter: Héber Lopes |

|                                       |                  |       |          |                                                                                           |
| 11 juni 2016 «onderlinge duels» 19:00 | Verenigde Staten | 1 – 0 | Paraguay | Lincoln Financial Field, Philadelphia Toeschouwers: 51.041 Scheidsrechter: Julio Bascuñán |
| 11 juni 2016 «onderlinge duels» 19:00 | Dempsey 27'      |       |          | Lincoln Financial Field, Philadelphia Toeschouwers: 51.041 Scheidsrechter: Julio Bascuñán |

|                                       |                        |       |                                        |                                                                       |
| 11 juni 2016 «onderlinge duels» 21:00 | Colombia               | 2 – 3 | Costa Rica                             | NRG Stadium, Houston Toeschouwers: 45.808 Scheidsrechter: José Argote |
| 11 juni 2016 «onderlinge duels» 21:00 | Fabra 7' M. Moreno 73' |       | 2' Venegas 34' (e.d.) Fabra 58' Borges | NRG Stadium, Houston Toeschouwers: 45.808 Scheidsrechter: José Argote |

### Groep B
| Land     | Wed | Win | Gel | Ver | DV | DT | +/− | Pnt |
| -------- | --- | --- | --- | --- | -- | -- | --- | --- |
| Peru     | 3   | 2   | 1   | 0   | 4  | 2  | +2  | 7   |
| Ecuador  | 3   | 1   | 2   | 0   | 6  | 2  | +4  | 5   |
| Brazilië | 3   | 1   | 1   | 1   | 7  | 2  | +5  | 4   |
| Haïti    | 3   | 0   | 0   | 3   | 1  | 12 | –11 | 0   |

|                                              |       |              |      |                                                                                |
| 4 juni 2016 «onderlinge duels» 16:30 (UTC−7) | Haïti | 0 – 1        | Peru | CenturyLink Field, Seattle Toeschouwers: 20.190 Scheidsrechter: Julio Bascuñán |
| 4 juni 2016 «onderlinge duels» 16:30 (UTC−7) |       | 61' Guerrero |      | CenturyLink Field, Seattle Toeschouwers: 20.190 Scheidsrechter: Julio Bascuñán |

|                                              |          |       |         |                                                                     |
| 4 juni 2016 «onderlinge duels» 19:00 (UTC−7) | Brazilië | 0 – 0 | Ecuador | Rose Bowl, Pasadena Toeschouwers: 53.158 Scheidsrechter: John Pitti |
| 4 juni 2016 «onderlinge duels» 19:00 (UTC−7) |          |       |         | Rose Bowl, Pasadena Toeschouwers: 53.158 Scheidsrechter: John Pitti |

|                                      |                                                                             |       |              |                                                                       |
| 8 juni 2016 «onderlinge duels» 19:30 | Brazilië                                                                    | 7 – 1 | Haïti        | Citrus Bowl, Orlando Toeschouwers: 28.241 Scheidsrechter: Mark Geiger |
| 8 juni 2016 «onderlinge duels» 19:30 | Coutinho 14', 29', 90+2' Renato Augusto 35', 86' Gabriel 59' Lucas Lima 67' |       | 70' Marcelin | Citrus Bowl, Orlando Toeschouwers: 28.241 Scheidsrechter: Mark Geiger |

|                                      |                                                 |       |                     |                                                                                            |
| 8 juni 2016 «onderlinge duels» 22:00 | Ecuador                                         | 2 – 2 | Peru                | University of Phoenix Stadium, Glendale Toeschouwers: 11.937 Scheidsrechter: Wilmar Roldán |
| 8 juni 2016 «onderlinge duels» 22:00 | E. Valencia 39' Bolaños 48' Achilier 22', 90+3' |       | 5' Cueva 13' Flores | University of Phoenix Stadium, Glendale Toeschouwers: 11.937 Scheidsrechter: Wilmar Roldán |

|                                       |                                                        |       |       |                                                                                   |
| 12 juni 2016 «onderlinge duels» 18:30 | Ecuador                                                | 4 – 0 | Haïti | MetLife Stadium, East Rutherford Toeschouwers: 50.976 Scheidsrechter: Gery Vargas |
| 12 juni 2016 «onderlinge duels» 18:30 | E. Valencia 11' J. Ayoví 20' Noboa 57' A. Valencia 78' |       |       | MetLife Stadium, East Rutherford Toeschouwers: 50.976 Scheidsrechter: Gery Vargas |

|                                       |          |             |      |                                                                                |
| 12 juni 2016 «onderlinge duels» 20:30 | Brazilië | 0 – 1       | Peru | Gillette Stadium, Foxborough Toeschouwers: 36.187 Scheidsrechter: Andrés Cunha |
| 12 juni 2016 «onderlinge duels» 20:30 |          | 75' Ruidíaz |      | Gillette Stadium, Foxborough Toeschouwers: 36.187 Scheidsrechter: Andrés Cunha |

### Groep C
| Land      | Wed | Win | Gel | Ver | DV | DT | +/− | Pnt |
| --------- | --- | --- | --- | --- | -- | -- | --- | --- |
| Mexico    | 3   | 2   | 1   | 0   | 6  | 2  | +4  | 7   |
| Venezuela | 3   | 2   | 1   | 0   | 3  | 1  | +2  | 7   |
| Uruguay   | 3   | 1   | 0   | 2   | 4  | 4  | 0   | 3   |
| Jamaica   | 3   | 0   | 0   | 3   | 0  | 6  | –6  | 0   |

|                                      |            |       |              |                                                                             |
| 5 juni 2016 «onderlinge duels» 17:00 | Jamaica    | 0 – 1 | Venezuela    | Soldier Field, Chicago Toeschouwers: 25.560 Scheidsrechter: Víctor Carrillo |
| 5 juni 2016 «onderlinge duels» 17:00 | Austin 24' |       | 15' Martínez | Soldier Field, Chicago Toeschouwers: 25.560 Scheidsrechter: Víctor Carrillo |

|                                      |                                                                  |       |                           |                                                                                              |
| 5 juni 2016 «onderlinge duels» 20:00 | Mexico                                                           | 3 – 1 | Uruguay                   | University of Phoenix Stadium, Glendale Toeschouwers: 60.025 Scheidsrechter: Enrique Cáceres |
| 5 juni 2016 «onderlinge duels» 20:00 | Á. Pereira 4' (e.d.) Márquez 85' Herrera 90+2' Guardado 26', 73' |       | 74' Godín 28', 45' Vecino | University of Phoenix Stadium, Glendale Toeschouwers: 60.025 Scheidsrechter: Enrique Cáceres |

|                                      |         |            |           |                                                                                             |
| 9 juni 2016 «onderlinge duels» 19:30 | Uruguay | 0 – 1      | Venezuela | Lincoln Financial Field, Philadelphia Toeschouwers: 23.002 Scheidsrechter: Patricio Loustau |
| 9 juni 2016 «onderlinge duels» 19:30 |         | 36' Rondón |           | Lincoln Financial Field, Philadelphia Toeschouwers: 23.002 Scheidsrechter: Patricio Loustau |

|                                      |                           |       |         |                                                                                 |
| 9 juni 2016 «onderlinge duels» 22:00 | Mexico                    | 2 – 0 | Jamaica | Rose Bowl, Pasadena Toeschouwers: 83.263 Scheidsrechter: Wilton Pereira Sampaio |
| 9 juni 2016 «onderlinge duels» 22:00 | Hernández 18' Peralta 81' |       |         | Rose Bowl, Pasadena Toeschouwers: 83.263 Scheidsrechter: Wilton Pereira Sampaio |

|                                       |                 |       |               |                                                                          |
| 13 juni 2016 «onderlinge duels» 20:00 | Mexico          | 1 – 1 | Venezuela     | NRG Stadium, Houston Toeschouwers: 67.319 Scheidsrechter: Yadel Martínez |
| 13 juni 2016 «onderlinge duels» 20:00 | J.M. Corona 80' |       | 10' Velázquez | NRG Stadium, Houston Toeschouwers: 67.319 Scheidsrechter: Yadel Martínez |

|                                       |                                            |       |         |                                                                                   |
| 13 juni 2016 «onderlinge duels» 22:00 | Uruguay                                    | 3 – 0 | Jamaica | Levi's Stadium, Santa Clara Toeschouwers: 40.166 Scheidsrechter: Wilson Lamouroux |
| 13 juni 2016 «onderlinge duels» 22:00 | Hernández 21' Watson 66' (e.d.) Corujo 88' |       |         | Levi's Stadium, Santa Clara Toeschouwers: 40.166 Scheidsrechter: Wilson Lamouroux |

### Groep D
| Land       | Wed | Win | Gel | Ver | DV | DT | +/− | Pnt |
| ---------- | --- | --- | --- | --- | -- | -- | --- | --- |
| Argentinië | 3   | 3   | 0   | 0   | 10 | 1  | +9  | 9   |
| Chili      | 3   | 2   | 0   | 1   | 7  | 5  | +2  | 6   |
| Panama     | 3   | 1   | 0   | 2   | 4  | 10 | –6  | 3   |
| Bolivia    | 3   | 0   | 0   | 3   | 2  | 7  | –5  | 0   |

|                                      |                |       |          |                                                                           |
| 6 juni 2016 «onderlinge duels» 19:00 | Panama         | 2 – 1 | Bolivia  | Citrus Bowl, Orlando Toeschouwers: 13.466 Scheidsrechter: Ricardo Montero |
| 6 juni 2016 «onderlinge duels» 19:00 | Pérez 11', 87' |       | 54' Arce | Citrus Bowl, Orlando Toeschouwers: 13.466 Scheidsrechter: Ricardo Montero |

|                                      |                         |       |                  |                                                                                   |
| 6 juni 2016 «onderlinge duels» 22:00 | Argentinië              | 2 – 1 | Chili            | Levi's Stadium, Santa Clara Toeschouwers: 69.451 Scheidsrechter: Daniel Fedorczuk |
| 6 juni 2016 «onderlinge duels» 22:00 | Di María 51' Banega 59' |       | 90+3' Fuenzalida | Levi's Stadium, Santa Clara Toeschouwers: 69.451 Scheidsrechter: Daniel Fedorczuk |

|                                       |                          |       |            |                                                                                |
| 10 juni 2016 «onderlinge duels» 19:00 | Chili                    | 2 – 1 | Bolivia    | Gillette Stadium, Foxborough Toeschouwers: 19.392 Scheidsrechter: Jair Marrufo |
| 10 juni 2016 «onderlinge duels» 19:00 | Vidal 46', 90+10' (pen.) |       | 61' Campos | Gillette Stadium, Foxborough Toeschouwers: 19.392 Scheidsrechter: Jair Marrufo |

|                                       |                                            |       |                |                                                                          |
| 10 juni 2016 «onderlinge duels» 21:30 | Argentinië                                 | 5 – 0 | Panama         | Soldier Field, Chicago Toeschouwers: 53.885 Scheidsrechter: Joel Aguilar |
| 10 juni 2016 «onderlinge duels» 21:30 | Otamendi 7' Messi 68', 78', 87' Agüero 90' |       | 22', 31' Godoy | Soldier Field, Chicago Toeschouwers: 53.885 Scheidsrechter: Joel Aguilar |

|                                       |                                  |       |                       |                                                                                           |
| 14 juni 2016 «onderlinge duels» 20:00 | Chili                            | 4 – 2 | Panama                | Lincoln Financial Field, Philadelphia Toeschouwers: 27.260 Scheidsrechter: Roddy Zambrano |
| 14 juni 2016 «onderlinge duels» 20:00 | Vargas 15', 43' Sánchez 50', 89' |       | 5' Camargo 75' Arroyo | Lincoln Financial Field, Philadelphia Toeschouwers: 27.260 Scheidsrechter: Roddy Zambrano |

|                                       |                                   |       |         |                                                                                 |
| 14 juni 2016 «onderlinge duels» 22:00 | Argentinië                        | 3 – 0 | Bolivia | CenturyLink Field, Seattle Toeschouwers: 45.753 Scheidsrechter: Víctor Carrillo |
| 14 juni 2016 «onderlinge duels» 22:00 | Lamela 13' Lavezzi 15' Cuesta 32' |       |         | CenturyLink Field, Seattle Toeschouwers: 45.753 Scheidsrechter: Víctor Carrillo |

## Knock-outfase

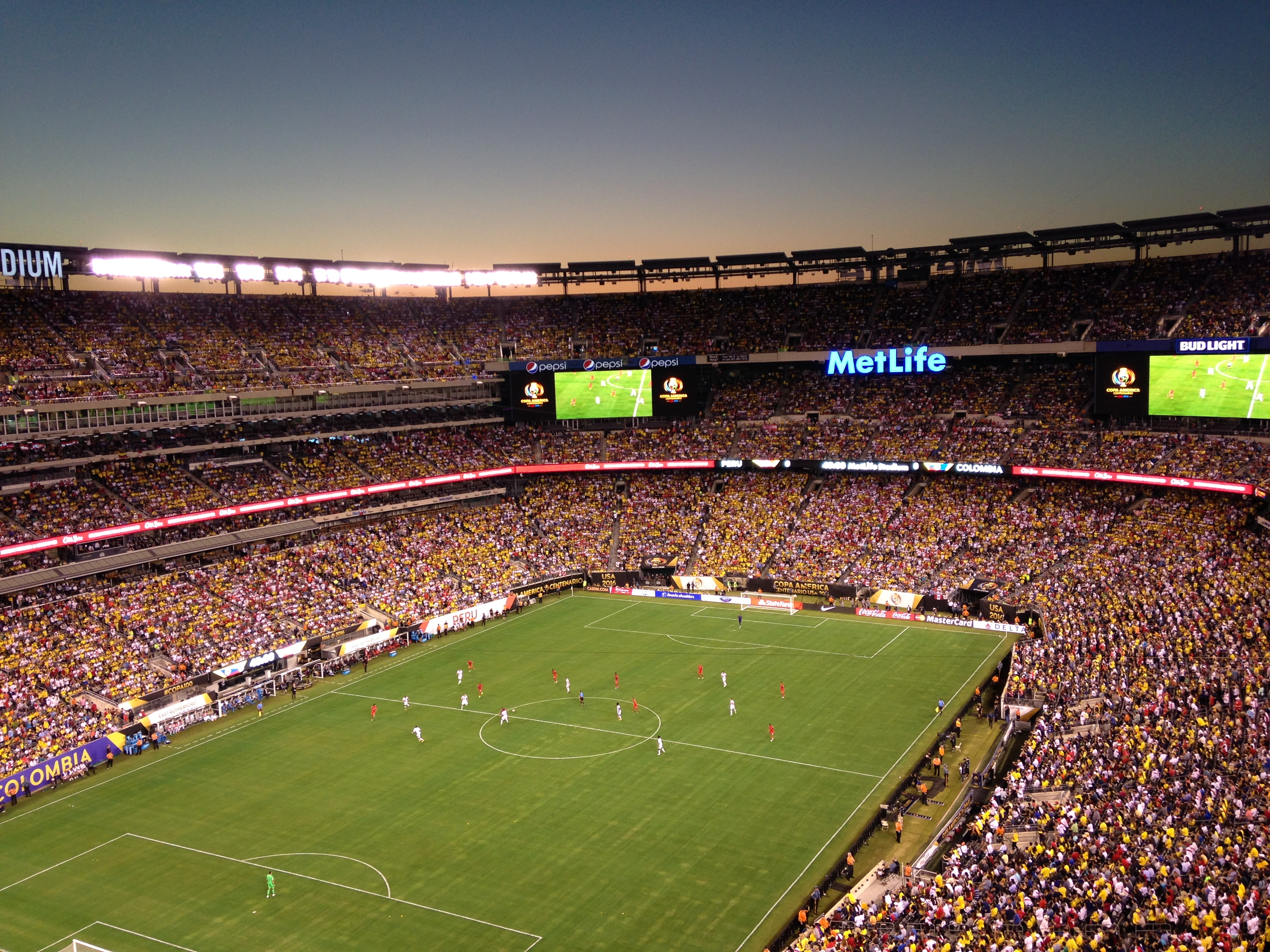
Colombia-Peru

|  | kwartfinale               | kwartfinale       |                           |       | halve finale       | halve finale       |   |  | finale | finale |
|  |                           |                   |                           |       |                    |                    |   |  |        |        |
|  | 16 juni – Seattle         |                   |                           |       |                    |                    |   |  |        |        |
|  |                           |                   |                           |       |                    |                    |   |  |        |        |
|  | Verenigde Staten          | 2                 |                           |       |                    |                    |   |  |        |        |
|  | Verenigde Staten          | 2                 | 21 juni – Houston         |       |                    |                    |   |  |        |        |
|  | Ecuador                   | 1                 |                           |       |                    |                    |   |  |        |        |
|  | Ecuador                   | 1                 | Verenigde Staten          | 0     |                    |                    |   |  |        |        |
|  | 18 juni – Foxborough      |                   | Verenigde Staten          | 0     |                    |                    |   |  |        |        |
|  |                           | Argentinië        | 4                         |       |                    |                    |   |  |        |        |
|  | Argentinië                | Argentinië        | 4                         | 4     |                    |                    |   |  |        |        |
|  | Argentinië                |                   | 26 juni – East Rutherford | 4     |                    |                    |   |  |        |        |
|  | Venezuela                 | 1                 |                           |       |                    |                    |   |  |        |        |
|  | Venezuela                 | 1                 | Argentinië                | 0 (2) |                    |                    |   |  |        |        |
|  | 17 juni – East Rutherford |                   | Argentinië                | 0 (2) |                    |                    |   |  |        |        |
|  |                           | Chili             | 0 (4)                     |       |                    |                    |   |  |        |        |
|  | Peru                      | Chili             | 0 (4)                     | 0 (2) |                    |                    |   |  |        |        |
|  | Peru                      | 22 juni – Chicago |                           | 0 (2) |                    |                    |   |  |        |        |
|  | Colombia                  | 0 (4)             |                           |       |                    |                    |   |  |        |        |
|  | Colombia                  | 0 (4)             | Colombia                  | 0     | derde plaats       | derde plaats       |   |  |        |        |
|  | 18 juni – Santa Clara     |                   | Colombia                  | 0     | derde plaats       | derde plaats       |   |  |        |        |
|  |                           | Chili             | 2                         |       | 25 juni – Glendale | 25 juni – Glendale |   |  |        |        |
|  | Mexico                    | Chili             | 2                         | 0     | 25 juni – Glendale | 25 juni – Glendale |   |  |        |        |
|  | Mexico                    |                   |                           |       |                    | Verenigde Staten   | 0 |  |        |        |
|  | Chili                     | 7                 |                           |       |                    | Verenigde Staten   | 0 |  |        |        |
|  | Chili                     | 7                 | Colombia                  | 1     |                    |                    |   |  |        |        |
|  |                           |                   | Colombia                  | 1     |                    |                    |   |  |        |        |

### Kwartfinales
|                                       |                                  |       |                                 |                                                                               |
| 16 juni 2016 «onderlinge duels» 21:30 | Verenigde Staten                 | 2 – 1 | Ecuador                         | CenturyLink Field, Seattle Toeschouwers: 47.322 Scheidsrechter: Wilmar Roldán |
| 16 juni 2016 «onderlinge duels» 21:30 | Dempsey 22' Zardes 65' Jones 52' |       | 74' Arroyo 37', 52' A. Valencia | CenturyLink Field, Seattle Toeschouwers: 47.322 Scheidsrechter: Wilmar Roldán |

|                                       |                            |              |                                    |                                                                                        |
| 17 juni 2016 «onderlinge duels» 20:00 | Peru                       | 0 – 0 (n.v.) | Colombia                           | MetLife Stadium, East Rutherford Toeschouwers: 79.194 Scheidsrechter: Patricio Loustau |
| 17 juni 2016 «onderlinge duels» 20:00 |                            |              |                                    | MetLife Stadium, East Rutherford Toeschouwers: 79.194 Scheidsrechter: Patricio Loustau |
| 17 juni 2016 «onderlinge duels» 20:00 | Strafschoppen              |              |                                    | MetLife Stadium, East Rutherford Toeschouwers: 79.194 Scheidsrechter: Patricio Loustau |
| 17 juni 2016 «onderlinge duels» 20:00 | Ruidíaz Tapia Trauco Cueva | 2 – 4        | Rodríguez Cuadrado D. Moreno Pérez | MetLife Stadium, East Rutherford Toeschouwers: 79.194 Scheidsrechter: Patricio Loustau |

|                                       |                                      |       |            |                                                                                         |
| 18 juni 2016 «onderlinge duels» 19:00 | Argentinië                           | 4 – 1 | Venezuela  | Gillette Stadium, Foxborough Toeschouwers: 59.183 Scheidsrechter: Roberto García Orozco |
| 18 juni 2016 «onderlinge duels» 19:00 | Higuaín 8', 28' Messi 60' Lamela 71' |       | 70' Rondón | Gillette Stadium, Foxborough Toeschouwers: 59.183 Scheidsrechter: Roberto García Orozco |

|                                       |        |                                                     |       |                                                                              |
| 18 juni 2016 «onderlinge duels» 22:00 | Mexico | 0 – 7                                               | Chili | Levi's Stadium, Santa Clara Toeschouwers: 70.547 Scheidsrechter: Héber Lopes |
| 18 juni 2016 «onderlinge duels» 22:00 |        | 16', 88' Puch 44', 52', 57', 74' Vargas 49' Sánchez |       | Levi's Stadium, Santa Clara Toeschouwers: 70.547 Scheidsrechter: Héber Lopes |

### Halve finales
|                                       |                  |                                       |            |                                                                           |
| 21 juni 2016 «onderlinge duels» 21:00 | Verenigde Staten | 0 – 4                                 | Argentinië | NRG Stadium, Houston Toeschouwers: 70.858 Scheidsrechter: Enrique Cáceres |
| 21 juni 2016 «onderlinge duels» 21:00 |                  | 3' Lavezzi 32' Messi 50', 86' Higuaín |            | NRG Stadium, Houston Toeschouwers: 70.858 Scheidsrechter: Enrique Cáceres |

|                                       |                  |       |                            |                                                                          |
| 22 juni 2016 «onderlinge duels» 20:00 | Colombia         | 0 – 2 | Chili                      | Soldier Field, Chicago Toeschouwers: 55.423 Scheidsrechter: Joel Aguilar |
| 22 juni 2016 «onderlinge duels» 20:00 | Sánchez 41', 57' |       | 7' Aránguiz 11' Fuenzalida | Soldier Field, Chicago Toeschouwers: 55.423 Scheidsrechter: Joel Aguilar |

### Troostfinale
|                                       |                   |       |                              |                                                                                               |
| 25 juni 2016 «onderlinge duels» 20:00 | Verenigde Staten  | 0 – 1 | Colombia                     | University of Phoenix Stadium, Glendale Toeschouwers: 29.041 Scheidsrechter: Daniel Fedorczuk |
| 25 juni 2016 «onderlinge duels» 20:00 | Orozco 88', 90+3' |       | 31' Bacca 90+3', 90+4' Arias | University of Phoenix Stadium, Glendale Toeschouwers: 29.041 Scheidsrechter: Daniel Fedorczuk |

### Finale
|                                       |                                |              |                                          |                                                                                   |
| 26 juni 2016 «onderlinge duels» 20:00 | Argentinië                     | 0 – 0 (n.v.) | Chili                                    | MetLife Stadium, East Rutherford Toeschouwers: 82.026 Scheidsrechter: Héber Lopes |
| 26 juni 2016 «onderlinge duels» 20:00 | Rojo 43'                       |              | 16', 28' Díaz                            | MetLife Stadium, East Rutherford Toeschouwers: 82.026 Scheidsrechter: Héber Lopes |
| 26 juni 2016 «onderlinge duels» 20:00 | Strafschoppen                  |              |                                          | MetLife Stadium, East Rutherford Toeschouwers: 82.026 Scheidsrechter: Héber Lopes |
| 26 juni 2016 «onderlinge duels» 20:00 | Messi Mascherano Agüero Biglia | 2 – 4        | Vidal Castillo Aránguiz Beausejour Silva | MetLife Stadium, East Rutherford Toeschouwers: 82.026 Scheidsrechter: Héber Lopes |

## Doelpuntenmakers
6 goals
- Eduardo Vargas

5 goals
- Lionel Messi

4 goals
- Gonzalo Higuaín

3 goals
- Alexis Sánchez
- Clint Dempsey
- Philippe Coutinho

2 goals
- Erik Lamela
- Ezequiel Lavezzi
- Edson Puch
- Arturo Vidal
- José Pedro Fuenzalida
- James Rodríguez
- Carlos Bacca
- Enner Valencia
- Blas Pérez
- José Salomón Rondón
- Renato Augusto

1 goal
- Sergio Agüero
- Éver Banega
- Víctor Cuesta
- Ángel Di María
- Nicolás Otamendi
- Juan Carlos Arce
- Jhasmani Campos
- Gabriel
- Lucas Lima
- Charles Aránguiz
- Frank Fabra
- Marlos Moreno
- Cristián Zapata
- Celso Borges
- Johan Venegas
- Michael Arroyo
- Jaime Ayoví
- Miller Bolaños
- Christian Noboa
- Antonio Valencia
- James Marcelin
- Jesús Manuel Corona
- Javier Hernández
- Héctor Herrera
- Rafael Márquez
- Oribe Peralta
- Abdiel Arroyo
- Miguel Camargo
- Víctor Ayala
- Christian Cueva
- Edison Flores
- Paolo Guerrero
- Raúl Ruidíaz
- Jermaine Jones
- Bobby Wood
- Gyasi Zardes
- Graham Zusi
- Mathías Corujo
- Diego Godín
- Abel Hernández
- Josef Martínez
- José Manuel Velázquez

## Assists
4 assists
- Lionel Messi

3 assists
- Clint Dempsey

2 assists
- Ángel Di María
- Marcos Rojo
- Arturo Vidal
- Edwin Cardona
- Jefferson Montero
- Raúl Jiménez
- José Paolo Guerrero
- Dani Alves
- Alejandro Guerra
- Enner Valencia

1 assist
- Éver Banega
- Nicolás Gaitán
- Gonzalo Higuaín
- Ezequiel Lavezzi
- Elias
- Filipe Luís
- Gil
- Jonas
- Jean Beausejour
- José Pedro Fuenzalida
- Fabián Orellana
- Mauricio Pinilla
- Alexis Sánchez
- Eduardo Vargas
- Santiago Arias
- Juan Guillermo Cuadrado
- Roger Martínez
- James Rodríguez
- Celso Borges
- Bryan Oviedo
- Walter Ayoví
- Christian Noboa
- Antonio Valencia
- Jesús Corona
- Héctor Herrera
- Abdiel Arroyo
- Gabriel Gómez
- Alberto Quintero
- Edison Flores
- Andy Polo
- Jermaine Jones
- Bobby Wood
- Gyasi Zardes
- Nicolás Lodeiro
- Carlos Sánchez
- Christian Santos

## Rangschikking

| Positie | Team             | Wed | Win | Gel | Ver | DV | DT | +/− | Pnt | Resultaat   |
| ------- | ---------------- | --- | --- | --- | --- | -- | -- | --- | --- | ----------- |
| 1       | Chili            | 6   | 4   | 1   | 1   | 16 | 5  | +11 | 13  | Kampioen    |
| 2       | Argentinië       | 6   | 5   | 1   | 0   | 18 | 2  | +16 | 16  | Tweede      |
| 3       | Colombia         | 6   | 3   | 1   | 2   | 7  | 6  | +1  | 10  | Derde       |
| 4       | Verenigde Staten | 6   | 3   | 0   | 3   | 7  | 8  | –1  | 9   | Vierde      |
| 5       | Peru             | 4   | 2   | 2   | 0   | 4  | 2  | +2  | 8   | Kwartfinale |
| 6       | Venezuela        | 4   | 2   | 1   | 1   | 4  | 5  | –1  | 7   | Kwartfinale |
| 7       | Mexico           | 4   | 2   | 1   | 1   | 6  | 9  | –3  | 7   | Kwartfinale |
| 8       | Ecuador          | 4   | 1   | 2   | 1   | 7  | 4  | +3  | 5   | Kwartfinale |
| 9       | Brazilië         | 3   | 1   | 1   | 1   | 7  | 2  | +5  | 4   | Groepsfase  |
| 10      | Costa Rica       | 3   | 1   | 1   | 1   | 3  | 6  | –3  | 4   | Groepsfase  |
| 11      | Uruguay          | 3   | 1   | 0   | 2   | 4  | 4  | 0   | 3   | Groepsfase  |
| 12      | Panama           | 3   | 1   | 0   | 2   | 4  | 10 | –6  | 3   | Groepsfase  |
| 13      | Paraguay         | 3   | 0   | 1   | 2   | 1  | 3  | –2  | 1   | Groepsfase  |
| 14      | Bolivia          | 3   | 0   | 0   | 3   | 2  | 7  | –5  | 0   | Groepsfase  |
| 15      | Jamaica          | 3   | 0   | 0   | 3   | 0  | 6  | –6  | 0   | Groepsfase  |
| 16      | Haïti            | 3   | 0   | 0   | 3   | 1  | 12 | –11 | 0   | Groepsfase  |